# Tjodalv
Ian Kenneth Åkesson (Noruega, 23 de febrero de 1976), más conocido por su nombre artístico Tjodalv, es un baterista noruego. Es miembro fundador de las bandas Dimmu Borgir y Old Man's Child. En la actualidad es miembro de Black Comedy y Susperia.
Tjodalv tocó la guitarra en los primeros discos de Dimmu Borgir Inn I Evighetens Mørke y For All Tid, ambos de 1994. Luego pasó a tocar la batería en su segundo álbum Stormblåst (1996) y contiuó con ellos hasta 1999. Debido a sus diferencias familiares y musicales, dejó Dimmu Borgir es términos amistosos. Fue reemplazado por Nicholas Barker, exbaterista de Cradle of Filth.
Poco antes de salir de Dimmu Borgir, fundó la banda Susperia, con la que se mantiene activa hasta la fecha.

## Discografía

### ConDimmu Borgir
- For All Tid (1994)
- Stormblåst (1996)
- Enthrone Darkness Triumphant (1997)
- Godless Savage Garden (1998)
- Spiritual Black Dimensions (1999)

### ConGromth
- The Immortal (2011)
- "Alone" (Single, 2012)

### ConSusperia
- Illusions of Evil (Demo, 2000)
- Predominance (2001)
- Vindication (2002)
- Unlimited (2004)
- Devil May Care (EP, 2005)
- Cut from Stone (2007)
- Attitude (2009)
- "Nothing Remains" (Single. 2011)